# Álgebra abeliana de von Neumann
Em análise funcional, uma álgebra abeliana de von Neumann é uma álgebra de von Neumann de operadores sobre um espaço de Hilbert na qual todos os elementos comutam.